# Пам'ятний знак початку героїчної оборони Києва
50°26′51.66″ пн. ш. 30°14′31.30″ сх. д. / 50.4476833° пн. ш. 30.2420278° сх. д.

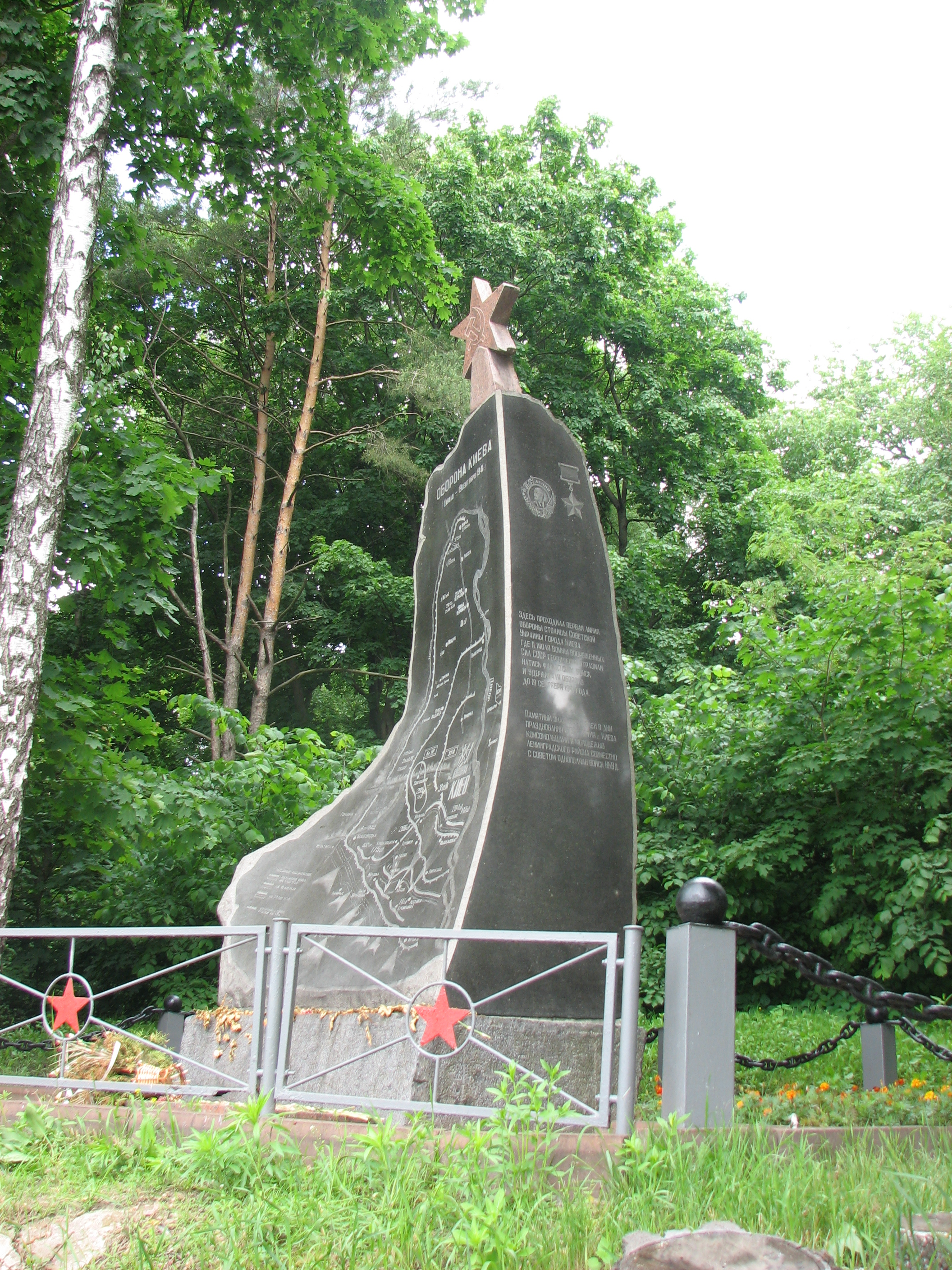
Пам'ятний знак початку героїчної оборони Києва

Пам'ятний знак початку героїчної оборони Києва було встановлено в 1975 році на західній ділянці першої лінії оборони київського укріпленого району — 19-й км Берестейського шосе.
На одній із сторін зазначено, що знак було встановлено у дні святкування 1500-річчя м. Києва комсомольцями та молоддю Ленінградського району спільно із радою однополчан військ НКВС.

Пам'ятний знак має статус пам'ятки історії місцевого значення.

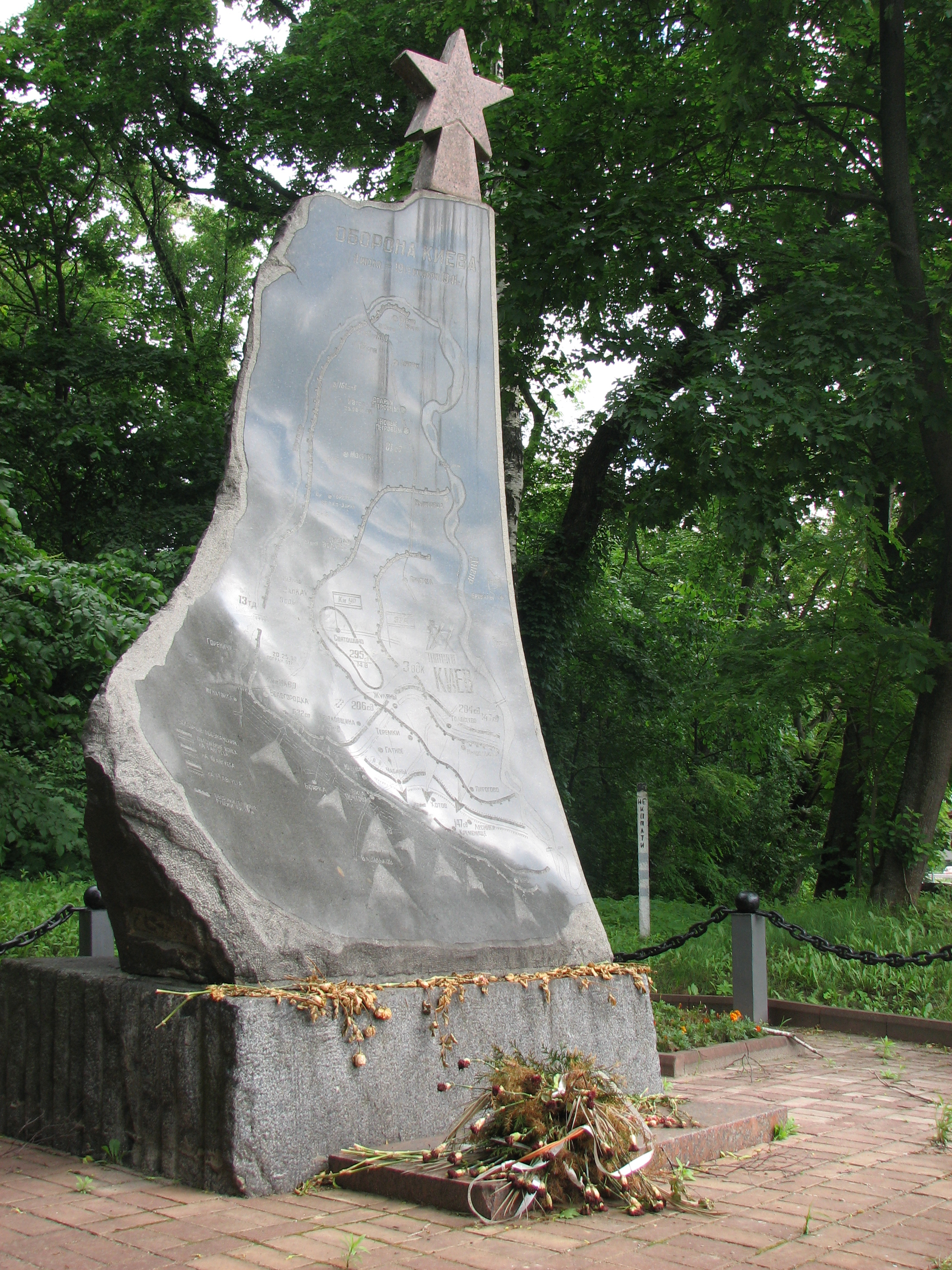
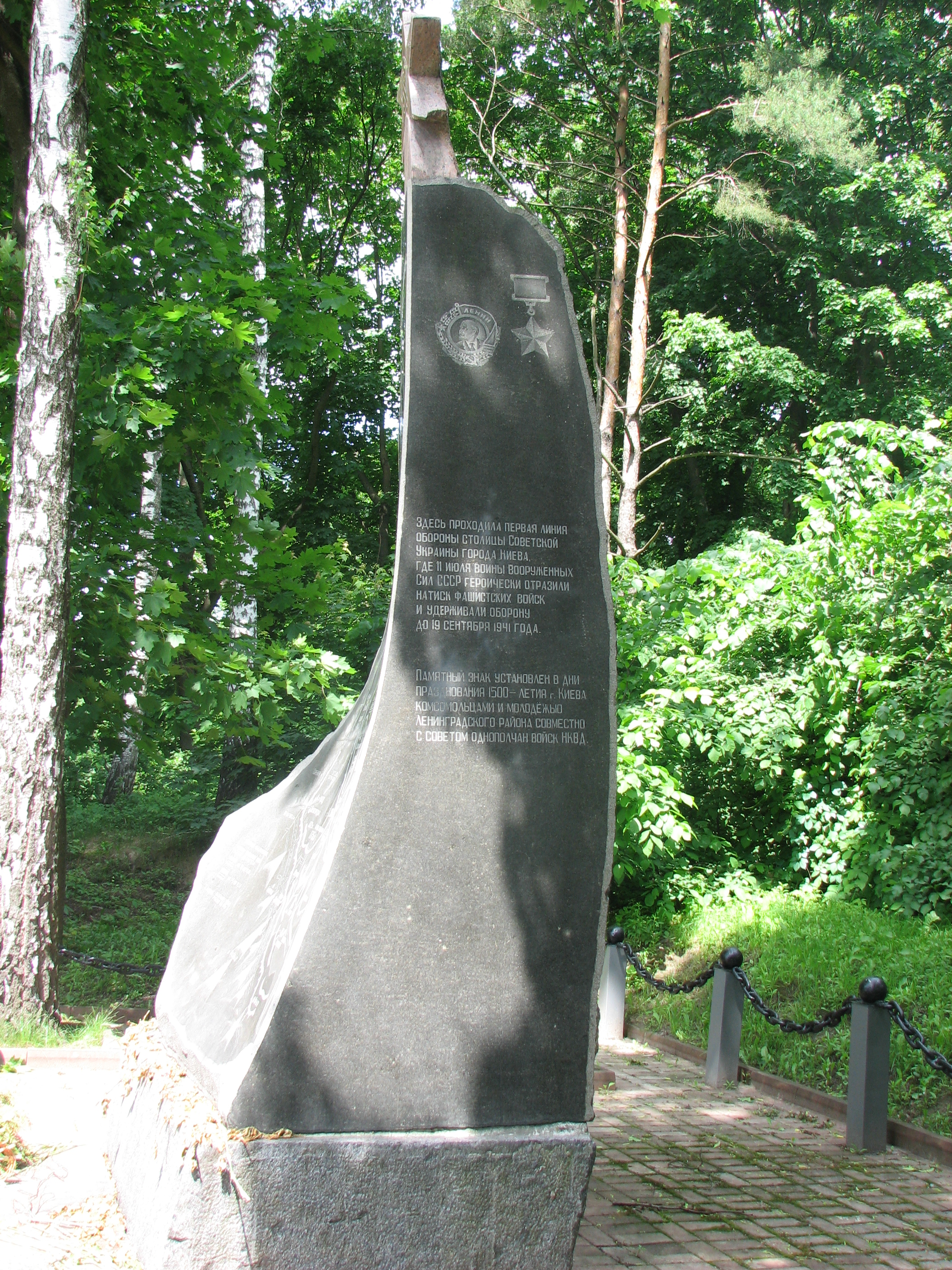